# Heinrich Stahmer
Heinrich Stahmer (* 4. Juli 1897 in Swinemünde; † 19. November 1958 in Hamburg) war ein deutscher Politiker der USPD, KPD, SPD und SAPD. Er war von 1924 bis 1930 Mitglied der Hamburgischen Bürgerschaft.

## Leben
Nach dem Besuch der Bergbauschule wurde Stahmer 1917 zum Militärdienst eingezogen. Nach Kriegsende ließ er sich in Hamburg nieder und schloss sich der USPD an; innerhalb der Partei gehörte er zum linken Flügel, welcher sich mit der KPD vereinigte. Gleichzeitig trat er eine Stelle als Hafenarbeiter am Hamburger Staatskai an. 1924 wurde Stahmer in die Hamburgische Bürgerschaft gewählt (welcher er bis Ende 1930 angehörte) und war ab 1927 Mitglied der Bezirksleitung Wasserkante der KPD. Nach der Wittorf-Affäre wurde er als Nachfolger des ausgeschlossenen John Wittorf Fraktionsvorsitzender, hier geriet er aber bald auf Grund seiner Zugehörigkeit zur parteiinternen Fraktion der Versöhnler bald in Konflikte zur ultralinken Mehrheitslinie der Parteiführung um Ernst Thälmann und der Hamburger Bezirksleitung. Im März 1930 wurde Stahmer, nachdem er sich geweigert hatte, als Spitzenkandidat der von ihm als sektiererisch eingestuften Revolutionären Gewerkschafts-Opposition (RGO) zu den Betriebsratswahlen beim Strom- und Hafenbau Hamburg zu kandidieren, zusammen mit den Bürgerschaftsabgeordneten Hans Westermann und Albert Sanneck unter dem Vorwurf des „parlamentarischen Kretinismus“ und der „Parteifeindlichkeit“ aus der KPD ausgeschlossen, woraufhin er sich zunächst der SPD anschloss. Hier auf dem linken Flügel stehend, trat er Ende 1931 gemeinsam mit der Mehrheit der 100 bis 150 Mitglieder zählenden Versöhnler-Gruppe in Hamburg zur neu gegründeten Sozialistischen Arbeiterpartei Deutschlands (SAPD) über, deren Spitzenkandidat Stahmer bei der Hamburger Bürgerschaftswahl 1932 war.
1945 wurde Stahmer wieder Mitglied der SPD und war als Vorarbeiter am Hamburger Staatskai tätig. 1958 ist er beim Untergang einer Barkasse im Hamburger Hafen tödlich verunglückt.